# Бурма, Иван Алексеевич
Иван Алексеевич Бурма (1910—2002) — председатель колхоза имени Мичурина, ветеран Великой Отечественной войны, ветеран труда. Герой Социалистического Труда.

## Биография
Родился 20 января 1910 года в селе Алексеевка Хобдинского района Актюбинской области в семье крестьянина. Украинец.
Один из организаторов колхоза имени Чапаева в посёлке Новоодесском Акбулакского района. С 1929 года — бригадир полеводческой бригады. В 1937 году он был направлен на работу в потребкооперацию. Руководил сельпо, заготовительной конторой.
Когда началась Великая Отечественная война, добровольно ушёл на фронт, сражался против немецко-фашистских захватчиков на Северо-Западном и Ленинградском фронтах. Был разведчиком, дважды ранен.
После победы возвратился в Акбулак инвалидом первой группы. Был избран председателем Акбулакского поселкового Совета, а в 1952 году — председателем колхоза имени Мичурина.
В 1957 году группа передовиков сельского хозяйства была награждена орденами и медалями, а наиболее выдающимся присвоено звание Героя Социалистического Труда. В том числе и Ивану Алексеевичу Бурме.
В 1966 году И. А. Бурма перешёл работать директором районного пищекомбината, где трудился до ухода на заслуженный отдых.
Умер 2 апреля 2002 года. Похоронен в Акбулаке.

## Память
Снимался в документальном фильме «Награждение Чкаловской области», 1957. Студия ЦСДФ (РЦСДФ).

## Награды
- Звание Герой Социалистического Труда присвоено 11 января 1957 года за большие заслуги в освоении целинных земель и увеличении производства и заготовок зерна.
- Награждён орденом Ленина, орденом Отечественной войны 1-й степени (1985), Славы III степени и восемью медалями.